# Paraplagusia japonica
Paraplagusia japonica är en fiskart som först beskrevs av Temminck och Schlegel, 1846.  Paraplagusia japonica ingår i släktet Paraplagusia och familjen Cynoglossidae. Inga underarter finns listade i Catalogue of Life.